# Gran Cauca
El Gran Cauca o Cauca Grande es el nombre, no oficial, que se refiere a la parte de la región del Pacífico colombiano y de la Amazonia colombiana ubicada entre las fronteras con Ecuador, Perú, Brasil y Panamá, que comprende los territorios de los actuales departamentos colombianos del Cauca, Amazonas, Caquetá, Chocó, Guaviare,  Guainía, Nariño, Putumayo, Quindío, Risaralda, Valle del Cauca y Vaupés. Si bien empezó a recibir ese nombre a partir de 1886 cuando el Cauca fue categorizado como departamento, el término también se usa para referirse al extinto Estado Soberano del Cauca, y en menor medida a la antigua Provincia de Popayán.